# Witness (album Katy Perry)
Witness – piąty album studyjny amerykańskiej piosenkarki Katy Perry. Został wydany 9 czerwca 2017 roku przez wytwórnię Capitol Records. Krytycy muzyczni uznali Witness za płytę zainspirowaną elektroniczną muzyką taneczną, hip hopem i nową falą.  Jest to trzecie wydawnictwo piosenkarki, które trafiło na szczyt amerykańskiej listy Billboard 200.

## Lista utworów
| Witness — Edycja standardowa | Witness — Edycja standardowa | Witness — Edycja standardowa                                                                    | Witness — Edycja standardowa                                | Witness — Edycja standardowa |
| Nr                           | Tytuł utworu                 | Autorzy                                                                                         | Produkcja                                                   | Długość                      |
| ---------------------------- | ---------------------------- | ----------------------------------------------------------------------------------------------- | ----------------------------------------------------------- | ---------------------------- |
| 1.                           | „Witness”                    | Katy Perry, Max Martin, Savan Kotecha, Ali Payami                                               | Martin, Payami                                              | 4:10                         |
| 2.                           | „Hey Hey Hey”                | Perry, Martin, Sia Furler, Payami, Sarah Hudson                                                 | Martin, Payami                                              | 3:34                         |
| 3.                           | „Roulette”                   | Perry, Martin, Shellback, Payami, Ferras Alqaisi                                                | Martin, Shellback, Payami                                   | 3:18                         |
| 4.                           | „Swish Swish”                | Perry, Duke Dumont, Hudson, PJ „Promnite” Sledge, Onika Maraj, Brittany Hazzard                 | Duke Dumont, PJ „Promnite” Sledge, Noah „Mailbox”, Passovoy | 4:02                         |
| 5.                           | „Déjà Vu”                    | Perry, Hayden James, Alqaisi, Thomas Stell                                                      | James, Passovoy                                             | 3:17                         |
| 6.                           | „Power”                      | Perry, Jack Garratt, William Robinson                                                           | Garratt, Passovoy                                           | 3:46                         |
| 7.                           | „Mind Maze”                  | Perry, Hudson, Corin Roddick, Megan James                                                       | Roddick, Rachael Findlen                                    | 4:08                         |
| 8.                           | „Miss You More”              | Perry, Hudson, Roddick, James                                                                   | Payami, Roddick, Martin, Findlen, Peter Karlsson            | 3:54                         |
| 9.                           | „Chained to the Rhythm”      | Perry, Martin, Furler, Payami, Skip Marley                                                      | Martin, Payami                                              | 3:57                         |
| 10.                          | „Tsunami”                    | Perry, Michael Williams, Marcus Bell, Hudson, Mia Moretti                                       | Mike Will Made It, Scooly, Passovoy                         | 3:23                         |
| 11.                          | „Bon Appétit”                | Perry, Martin, Shellback, Oscar Holter, Alqaisi, Quavious Marshall, Kiari Cephus, Kirshnik Ball | Martin, Shellback, Holter                                   | 3:47                         |
| 12.                          | „Bigger Than Me”             | Perry, Hudson, Roddick, James                                                                   | Holter, Roddick, Findlen                                    | 4:00                         |
| 13.                          | „Save as Draft”              | Perry, Noonie Bao, Dijon McFarlane, Nicholas Audino, Lewis Hughes, Elof Loelv                   | Loelv, Martin                                               | 3:48                         |
| 14.                          | „Pendulum”                   | Perry, Jeff Bhasker, Hudson                                                                     | Bhasker, Illangelo, Passovoy                                | 4:00                         |
| 15.                          | „Into Me You See”            | Perry, Joe Goddard, Alexis Taylor, Alqais                                                       | Dustin O'Halloran                                           | 4:24                         |
|                              |                              |                                                                                                 |                                                             | 57:28                        |

| Witness — Edycja deluxe | Witness — Edycja deluxe | Witness — Edycja deluxe                                                                         | Witness — Edycja deluxe                                     | Witness — Edycja deluxe |
| Nr                      | Tytuł utworu            | Autorzy                                                                                         | Produkcja                                                   | Długość                 |
| ----------------------- | ----------------------- | ----------------------------------------------------------------------------------------------- | ----------------------------------------------------------- | ----------------------- |
| 1.                      | „Witness”               | Katy Perry, Max Martin, Savan Kotecha, Ali Payami                                               | Martin, Payami                                              | 4:10                    |
| 2.                      | „Hey Hey Hey”           | Perry, Martin, Sia Furler, Payami, Sarah Hudson                                                 | Martin, Payami                                              | 3:34                    |
| 3.                      | „Roulette”              | Perry, Martin, Shellback, Payami, Ferras Alqaisi                                                | Martin, Shellback, Payami                                   | 3:18                    |
| 4.                      | „Swish Swish””          | Perry, Duke Dumont, Hudson, PJ „Promnite” Sledge, Onika Maraj, Brittany Hazzard                 | Duke Dumont, PJ „Promnite” Sledge, Noah „Mailbox”, Passovoy | 4:02                    |
| 5.                      | „Déjà Vu”               | Perry, Hayden James, Alqaisi, Thomas Stell                                                      | James, Passovoy                                             | 3:17                    |
| 6.                      | „Power”                 | Perry, Jack Garratt, William Robinson                                                           | Garratt, Passovoy                                           | 3:46                    |
| 7.                      | „Mind Maze”             | Perry, Hudson, Corin Roddick, Megan James                                                       | Roddick, Rachael Findlen                                    | 4:08                    |
| 8.                      | „Miss You More”         | Perry, Hudson, Roddick, James                                                                   | Payami, Roddick, Martin, Findlen, Peter Karlsson            | 3:54                    |
| 9.                      | „Chained to the Rhythm” | Perry, Martin, Furler, Payami, Skip Marley                                                      | Martin, Payami                                              | 3:57                    |
| 10.                     | „Tsunami”               | Perry, Michael Williams, Marcus Bell, Hudson, Mia Moretti                                       | Mike Will Made It, Scooly, Passovoy                         | 3:23                    |
| 11.                     | „Bon Appétit”           | Perry, Martin, Shellback, Oscar Holter, Alqaisi, Quavious Marshall, Kiari Cephus, Kirshnik Ball | Martin, Shellback, Holter                                   | 3:47                    |
| 12.                     | „Bigger Than Me”        | Perry, Hudson, Roddick, James                                                                   | Holter, Roddick, Findlen                                    | 4:00                    |
| 13.                     | „Save as Draft”         | Perry, Noonie Bao, Dijon McFarlane, Nicholas Audino, Lewis Hughes, Elof Loelv                   | Loelv, Martin                                               | 3:48                    |
| 14.                     | „Pendulum”              | Perry, Jeff Bhasker, Hudson                                                                     | Bhasker, Illangelo, Passovoy                                | 4:00                    |
| 15.                     | „Into Me You See”       | Perry, Joe Goddard, Alexis Taylor, Alqais                                                       | Dustin O'Halloran                                           | 4:24                    |
| 16.                     | „Dance with the Devil”  | Perry, Felix Snow, Hudson                                                                       | Snow, Passovoy                                              | 3:49                    |
| 17.                     | „Act My Age”            | Perry, Tinashe Fazakerley, Mark Crew, Hudson                                                    | Ilya Salmanzadeh, Rationale, Passovoy                       | 3:42                    |
|                         |                         |                                                                                                 |                                                             | 1:04:59                 |

## Notowania i certyfikacje
| Lista (2017)                        | Najwyższa pozycja |
| ----------------------------------- | ----------------- |
| Australia (ARIA)                    | 2                 |
| Austria (Ö3 Austria)                | 6                 |
| Belgia (Ultratop Flandria)          | 8                 |
| Belgia (Ultratop Walonia)           | 4                 |
| Czechy (ČNS IFPI)                   | 3                 |
| Dania (Tracklisten)                 | 15                |
| Finlandia (Suomen virallinen lista) | 3                 |
| Francja (SNEP)                      | 4                 |
| Grecja (IFPI)                       | 4                 |
| Hiszpania (PROMUSICAE)              | 1                 |
| Holandia (MegaCharts)               | 8                 |
| Irlandia (IRMA)                     | 5                 |
| Kanada (Billboard Canadian Albums)  | 1                 |
| Meksyk (AMPROFON)                   | 2                 |
| Niemcy (Offizielle Top 100)         | 10                |
| Norwegia (VG-Lista)                 | 5                 |
| Nowa Zelandia (Recorded Music NZ)   | 2                 |
| Polska (OLiS)                       | 9                 |
| Portugalia (AFP)                    | 12                |
| Stany Zjednoczone (Billboard 200)   | 1                 |
| Szkocja (OCC)                       | 7                 |
| Szwajcaria (Schweizer Hitparade)    | 7                 |
| Szwecja (Sverigetopplistan)         | 7                 |
| Węgry (MAHASZ)                      | 17                |
| Wielka Brytania (UK Albums Chart)   | 6                 |
| Włochy (FIMI)                       | 6                 |

| Notowanie (2017)                   | Pozycja |
| ---------------------------------- | ------- |
| Australia (ARIA)                   | 35      |
| Holandia (MegaCharts)              | 93      |
| Kanada (Billboard Canadian Albums) | 39      |
| Stany Zjednoczone (Billboard 200)  | 91      |
| Włochy (FIMI)                      | 92      |

| Kraj                   | Certyfikat      |
| ---------------------- | --------------- |
| Australia (ARIA)       | złota płyta     |
| Austria (IFPI Austria) | złota płyta     |
| Francja (SNEP)         | złota płyta     |
| Kanada (Music Canada)  | platynowa płyta |
| Polska (ZPAV)          | platynowa płyta |

## Historia wydania
| Region | Data             | Format                                   | Wytwórnia                            | Źródło |
| ------ | ---------------- | ---------------------------------------- | ------------------------------------ | ------ |
| Świat  | 9 czerwca 2017   | CD, digital download, media strumieniowe | Capitol, Virgin EMI, Universal Music | [ 60 ] |
| Świat  | 11 sierpnia 2017 | winyl                                    | Capitol, Virgin EMI, Universal Music | [ 61 ] |